# Тетради по истории эпикурейской, стоической и скептической философии
Тетради по истории эпикурейской, стоической и скептической философии — работа К. Маркса. Состоит из семи тетрадей. Написана в 1839 году. Посвящена проблемам отношения философии к внешнему миру, отношения человека к внешнему миру, отношения философии и религии. На основе изучения связи развития философии с реальным миром на примере древнегреческой философии Маркс сделал вывод о историческом значении борьбы современных ему философских течений как политического фактора, активно преобразующего реальный мир. 

Не нужно приходить в смятение перед лицом этой бури, которая следует за великой, мировой философией.

…как Прометей, похитивший с неба огонь, начинает строить дома и водворяться на земле, так философия, охватившая целый мир, восстаёт против мира явлений.
 С этой точки зрения критикуется точка зрения отдельных последователей Гегеля, что 

умеренность есть нормальное проявление абсолютного духа.
 Философия, по Марксу, является одним из свидетельств могущества человеческого разума, имеет широчайшие познавательные возможности, огромную силу влияния на окружающий мир. Она несовместима с утверждениями агностиков-кантианцев о невозможности человеческого духа познать суть вещей и мир непознаваемых (с их точки зрения) явлений. 

Наоборот, кантианцы являются, так сказать, профессинальными жрецами неведения, их повседневное занятие заключается в причитаниях о своей собственной немощи и о мощи вещей.
 Во взглядах Эпикура Маркс отмечает его подход к проблеме свободы, утверждающий свободу и независимость духа и освобождение от религиозных ограничений. 

Он утверждает абсолютную свободу духа.

Особенно важно изгнание божественного, телеологического воздействия на закономерный ход вещей.
В полемике Эпикура и Плутарха Маркс защищает Эпикура от обвинений в безбожии, защищая её атеистические выводы.